# Сеймур, Этель
Этель Сеймур (англ. Ethel Seymour, 6 марта 1897, Вест-Хэм, Большой Лондон — 13 ноября 1963, Хампстед, Большой Лондон) — британская гимнастка. Бронзовый призёр летних Олимпийских игр 1928 года.

## Биография
Этель Сеймур родилась 6 марта 1897 года в лондонском пригороде Уэст-Хэм.
Училась в Нортгемптонском политехническом институте. Выступала за его женский гимнастический клуб, в составе которого в 1923 году стала чемпионкой Великобритании в командном многоборье. В 1925 году завоевала бронзу чемпионата страны в личном многоборье, в 1927 году заняла 4-е место.
В 1928 году вошла в состав сборной Великобритании на летних Олимпийских играх в Амстердаме. Британская команда, за которую также выступали Маргарет Хартли, Кэрри Пиклз, Энни Бродбент, Эми Джаггер, Ада Смит, Люси Десмонд, Дорис Вудс, Джесси Кит, Куини Джадд, Мидж Морман и Хильда Смит, завоевала бронзовую медаль в командном многоборье. Британки набрали 75,00 балла, уступив 33,25 балла выигравшей золото сборной Нидерландов.
Умерла 13 ноября 1963 года в лондонском пригороде Хампстед.